# Diego Cafagna
Diego Cafagna (Trieste, 9 luglio 1975) è un marciatore italiano.

## Biografia
Si accostò all'atletica leggera nel 1987 iniziando con le corse su strada, ma venne indirizzato alla marcia dall'allenatore Giuseppe Nicolazzi. Già alla prima gara Cafagna segnò il record regionale di categoria, per poi vincere i campionati Italiani allievi su strada. Nel 1995 è entrato a far parte del gruppo sportivo dei Carabinieri Bologna. Specializzato nella distanza dei 50 km, ha fatto il suo esordio, dopo molte presenze in nazionale alla Coppa del Mondo di Torino e poi ai mondiali di atletica leggera del 2005 a Helsinki . Due anni dopo ai mondiali di Osaka terminò al 18 esimo posto.
Ha partecipato alle Olimpiadi di Pechino 2008 nella 50 km. Nello stesso anno è stato campione mondiale a squadre a Ceboksary, in Russia. Nel 2005 e nel 2009 ha conquistato la medaglia di bronzo in Coppa Europa. Ha vestito per 22 volte la maglia azzurra, partecipando alla 50 km dei Mondiali di atletica leggera di Helsinki 2005, Osaka 2007 e Berlino 2009.
Medaglia Bronzo Coppa Europa 2005, Medaglia Bronzo Coppa Europa 2009, Medaglia Oro Coppa del Mondo 2008. 1º GRAND PRIX di marcia 2005 2010
È stato premiato due volte con il Sigillo trecentesco dalla città di Trieste, ha ricevuto la medaglia di bronzo al valore atletico dal CONI e la stella di bronzo al valor atletico del Ministero della Difesa.
Premiato dall'Onorevole Ignazio La Russa con il premio del Ministero della Difesa.
Dal 1993 al 2010 ha fatto parte della nazionale Italiana.
Dal 1995 al 2016 ha fatto parte del G.S.CARABINIERI sez. atletica.

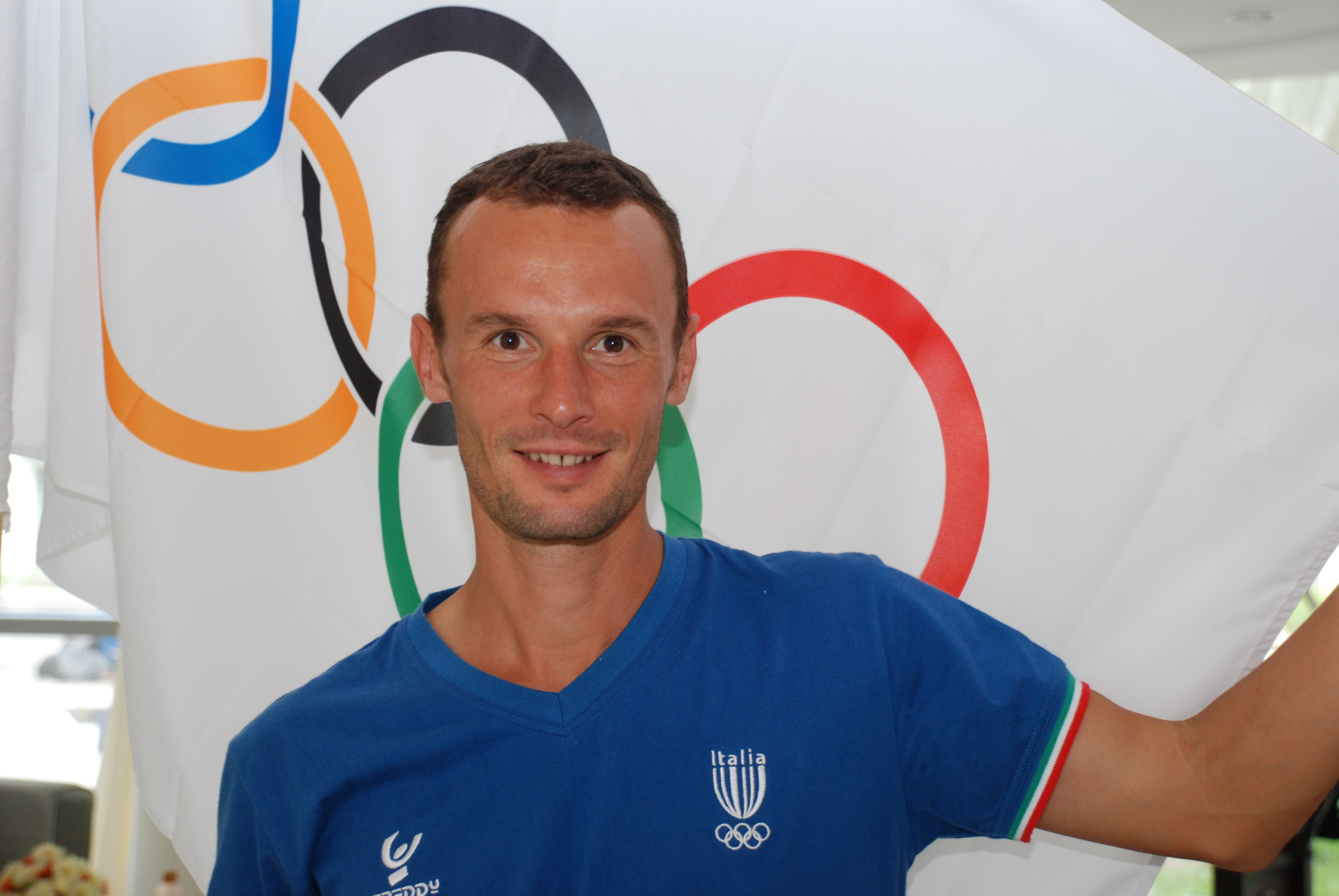
OLIMPIADI DI PECHINO 2008

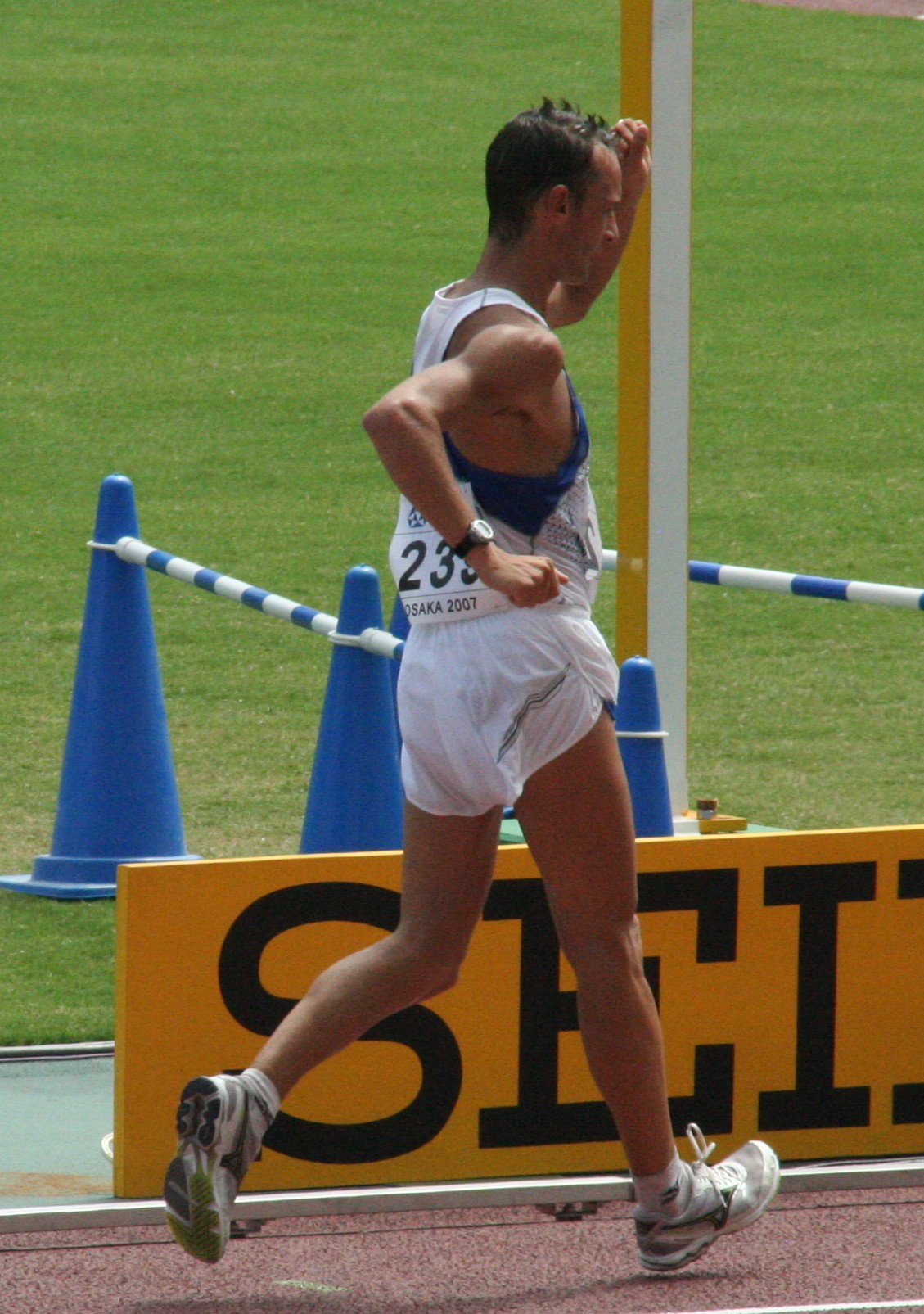
CAMPIONATI DEL MONDO OSAKA 2007

## Palmarès
| Anno | Manifestazione  | Sede      | Evento       | Risultato | Prestazione | Note                         |
| ---- | --------------- | --------- | ------------ | --------- | ----------- | ---------------------------- |
| 2005 | Mondiali        | Helsinki  | Marcia 50 km | dq        | dq          |                              |
| 2006 | Europei         | Göteborg  | Marcia 50 km | 11º       | 3h55'22"    |                              |
| 2007 | Mondiali        | Osaka     | Marcia 50 km | 18º       | 4h06'03"    |                              |
| 2008 | Giochi olimpici | Pechino   | Marcia 50 km | dq        | dq          |                              |
| 2009 | Mondiali        | Berlino   | Marcia 50 km | 27º       | 4h08'84"    |                              |
| 2002 | Coppa del Mondo | Italia    | Marcia 50 km | 25º       |             |                              |
| 2004 | Coppa del Mondo | Germania  | Mmrcia 50 Km | 8º        | 4h01'29''   |                              |
| 2005 | Coppa Europa    | Rep. Ceca | Marcia 50 km | 3º        | 3h55'18''   | Medaglia di bronzo a Squadre |
| 2006 | Coppa del Mondo | Spagna    | Marcia 50 km | 15º       | 3h55'41''   |                              |
| 2008 | Coppa del Mondo | Russia    | Marcia 50 km | 1º        | 3h53'46''   | Campione del Mondo a squadre |
| 2009 | Coppa Europa    | Francia   | Marcia 50 km | 3º        | 4h01'47''   | Medaglia di bronzo a squadre |
| 2010 | Coppa del Mondo | Mexico    | Marcia 50 km | 21º       | 4h10'18''   |                              |